# Marquesat de Siete Iglesias

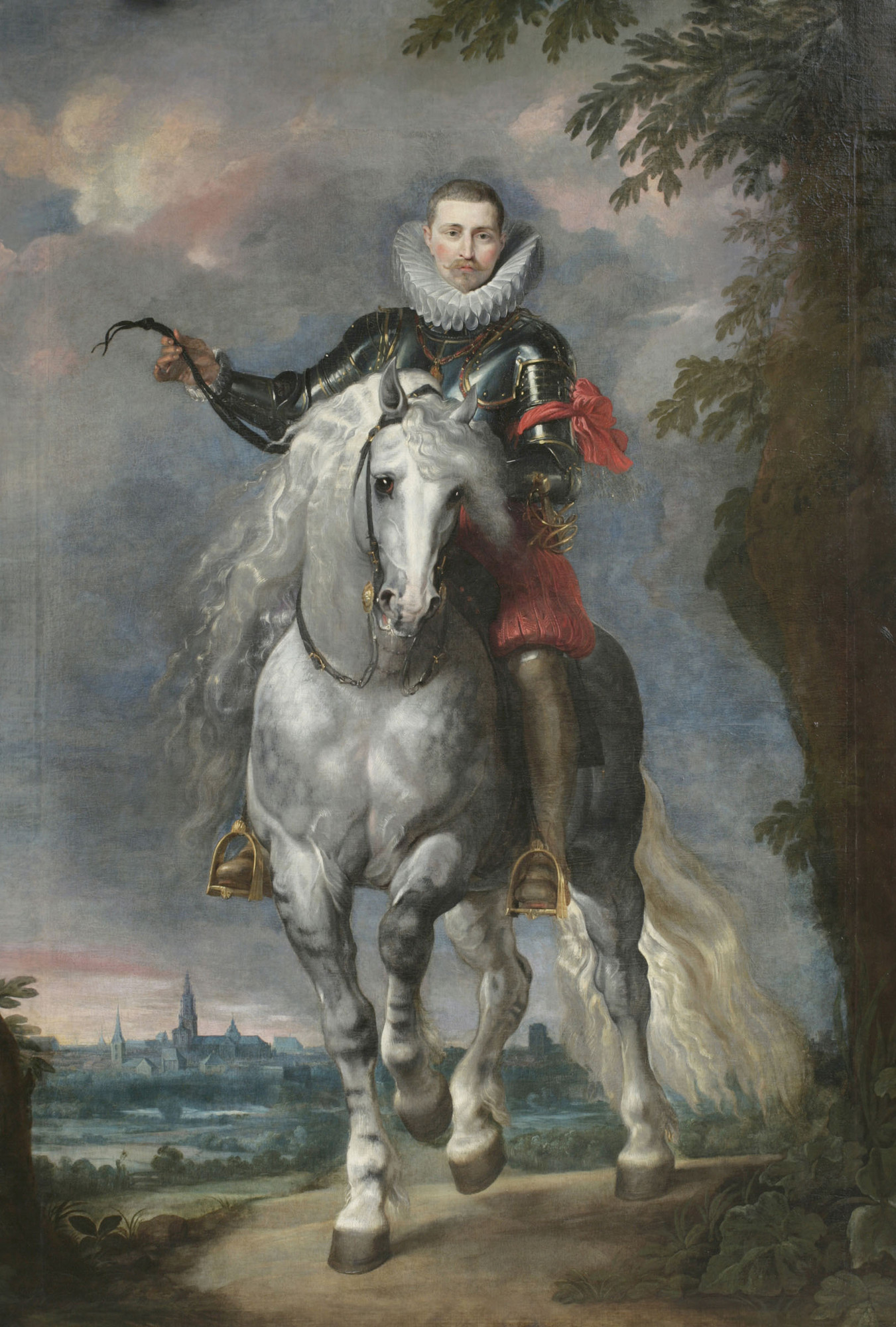
Retrat eqüestre de Rodrigo Calderón de Aranda, I marquès de Siete Iglesias, obra de Peter Paul Rubens cap a 1612, propietat de la Royal Collection exposat al Castell de Windsor.

El Marquesat de Siete Iglesias és un títol nobiliari espanyol que va ser concedit per Felip III d'Espanya amb data de 13 de juny de 1614 a Rodrigo Calderón de Aranda, senyor de Siete Iglesias de Trabancos, I comte de la Oliva de Plasencia, secretari de cambra del rei i favorit del duc de Lerma.
El títol va ser suprimit i per això no podia ser rehabilitat, per la qual cosa es va tornar a concedir de nou en 1918 a petició de Josefa Montero de Espinosa y Chaves per al seu fill Antonio Vargas-Zúñiga y Montero de Espinosa, descendent directe del I marquès de Siete Iglesias, que es va convertir en el segon marquès.
La seva denominació fa referència al municipi de Siete Iglesias de Trabancos, en l'actual província de Valladolid. En l'actualitat aquest títol nobiliari sense Grandesa d'Espanya té com a propietari José Antonio de Vargas-Zúñiga Corsini, des de 2007, després de la mort del seu pare, José Antonio de Vargas-Zúñiga Sanchiz.

## Marquesos de Siete Iglesias
1. Rodrigo Calderón de Aranda (1576-1621), I marquès de Siete Iglesias, I comte de la Oliva de Plasencia.

Restablit de nou en 1918 per a:
1. Antonio Vargas-Zúñiga y Montero de Espinosa (1904-1983), II Marquès de Siete Iglesias, per concessió del títol en 1918 durant el regnat d'Alfons XIII. cavaller de la Real Maestranza de Caballería de Sevilla, cavaller gran creu de justícia del Sagrat Orde Militar Constantinià de Sant Jordi, cofundador de la Real Asociación de Hidalgos de España, acadèmic de nombre de la Reial Acadèmia de la Història i president de la Reial Acadèmia d'Extremadura de les Lletres i de les Arts. Casat en primeres noces amb María del Milagro Sanchiz y Arróspide, i en segones amb Josefina Pignatelli y Maldonado. Va succeir el seu fill:
2. José Antonio Vargas-Zúñiga y Sanchiz (1929-2006), III marquès de Siete Iglesias. Casat amb Lourdes Corsini y Muñoz. Va succeir el seu fill:
3. José Antonio Vargas-Zúñiga y Corsini (n. 1960), IV marquès de Siete Iglesias, des de 2007.